# American Indian Movement

Flagge mit dem Logo des American Indian Movement

Das American Indian Movement (abgekürzt AIM, englisch für Amerikanische Indianische Bewegung beziehungsweise Amerikanische Indianerbewegung) ist eine seit 1968 bestehende indianische Organisation in den USA. Das AIM rekrutiert sich hauptsächlich aus Aktivisten außerhalb der klassischen Reservate und setzt sich als indigene Bewegung sowohl gegen Korruption und Machtmissbrauch der offiziellen indianischen Reservatsführungen wie für eine Revision der Indianerpolitik der Vereinigten Staaten ein.
Zwischen Ende der 1960er und Mitte der 1970er Jahre geriet das AIM aufgrund spektakulärer, darunter auch einiger militanter Widerstandsaktionen wie etwa der Besetzung von Wounded Knee 1973 in die Schlagzeilen und erreichte die Aufmerksamkeit einer internationalen Öffentlichkeit.

## Geschichte

### Gründung und frühe Aktivitäten: Ende 1960er bis Mitte 1970er Jahre
Einer der maßgeblichen Wegbereiter des AIM war in den frühen 1960er Jahren der für seine harsche Zivilisationskritik bekannt gewordene indianische Professor Jack D. Forbes.
AIM wurde 1968 in Minneapolis von den Brüdern Vernon und Clyde Bellecourt sowie von Dennis Banks und anderen gegründet. Banks und die Gebrüder Bellecourt waren Fürsprecher der Indianer in Minneapolis / St. Paul. An der Gründung waren circa 250 Mitglieder, meist Anishinabe-Indianer beteiligt (auch unter dem Namen Ojibwa- oder Chippewa-Indianer bekannt), die zuerst für den Namen Concerned Indians of America (CIA) stimmten. CIA wurde aber kurz darauf in AIM umbenannt. Die Übereinstimmung der Abkürzung mit der des bekanntesten US-amerikanischen Geheimdienstes war den meisten offensichtlich doch zu unangemessen.
Minneapolis und St. Paul hatten, anders als viele andere US-amerikanische Großstädte, einen relativ großen indianischen Bevölkerungsanteil. Schnell gab es AIM-Gruppen auch in Cleveland, dort von Russell Means gegründet, und in weiteren Städten. Die Bewegung war zunächst aus dem städtischen Umfeld entstanden, wo es sich für die zumeist in Ghettos lebenden benachteiligten Indianer einsetzte und etwas gegen Wohnungsnot, Arbeitslosigkeit, den Alkoholismus und zur Gewährleistung der gesundheitlichen Versorgung unternahm. AIM organisierte Straßenpatrouillen zum Schutz gegen als willkürlich und rassistisch empfundene Übergriffe der Polizei.
Das AIM hatte zuerst keine wesentliche Verbindung zu den von den meisten Indianern bewohnten Reservaten, aber seine Reputation wuchs in den frühen 1970er Jahren auch dort rasch.
Ziele der Gesellschaft waren unter anderem die Wiederbelebung kultureller Werte der indianischen Stämme und mehr Selbstbestimmung bis hin zu einem autonomen Status in den Reservaten. Damit protestierte die Organisation auch gegen die jahrzehntelange Unterdrückung der indianischen Religionen und Kulturen seit ihrer militärischen Unterwerfung Ende des 19. Jahrhunderts durch die USA, insbesondere durch die Politik des Bureau of Indian Affairs (BIA), die dem US-Innenministerium unterstellte staatliche Behörde für Indianerangelegenheiten.
Zur Förderung des indianischen Selbstbewusstseins wurden neben weiteren Selbsthilfeprojekten wie der Gründung eines Rechtshilfezentrums, Initiativen von Ausbildungs- und Arbeitsbeschaffungsmaßnahmen für Indianer auch sogenannte Survival schools (deutsch Überlebensschulen) gegründet, in denen indianischen Kindern neben den kulturellen Werten ihrer Stämme auch ihre ursprüngliche Stammessprache vermittelt wurde. Diese Maßnahmen bezweckten die Überwindung der als repressiv empfundenen lange Zeit üblichen zwangsweisen Assimilation durch die US-Behörden. Mit der Gründung verschiedener Zeitschriften, darunter als eine der Verbreitetsten die Akwesasne Notes versuchte das AIM, ihre Forderungen und Inhalte einer breiteren indianischen und nicht-indianischen Öffentlichkeit zu vermitteln.
1974 waren AIM-Aktivisten an der Gründung des International Indian Treaty Council (IITC) als Interessenvertretung der indigenen Völker Nord-, Mittel- und Südamerikas beteiligt. Der IITC erhielt den Status einer nichtstaatlichen Organisation (non-governmental organization, NGO) mit Akkreditierung bei den Vereinten Nationen (UNO) in Genf ab 1977.
1970 stieß neben anderen John Trudell zu AIM. Trudell hatte an der 19 Monate dauernden Besetzung der ehemaligen US-amerikanischen Gefängnisinsel Alcatraz zwischen November 1969 und Juni 1971 durch die Indians of All Tribes (dt. Indianer aller Stämme) teilgenommen. Die Indians of all tribes war eine Gruppe von jungen Indianern unterschiedlicher Herkunft, deren Zusammensetzung während der Besetzung stark variiert hatte. Trudell wurde 1973 Vorsitzender des AIM und war bis 1979/1980 in dieser Funktion.

### Protestaktionen, Kriminalisierung, Abkehr von der Militanz: 1970er Jahre bis Gegenwart
Erste größere Protestaktionen des AIM umfassten die Besetzung der Alcatraz-Insel 1969 bis 1971 und Demonstrationen gegen das Mount Rushmore National Memorial 1970.
1972 veranstaltete AIM nach dem Vorbild des Marsch auf Washington durch die Bürgerrechtsbewegung der Afroamerikaner den Trail of Broken Treaties (dt. Pfad der gebrochenen Verträge; angelehnt an den berüchtigten Umsiedlungsmarsch der Indianer des Südostens in das Indianerterritorium, den Pfad der Tränen (Trail of Tears), im Jahre 1833), um an die vielen vergangenen Vereinbarungen zwischen Indianern und US-amerikanischen Unterhändlern zu erinnern, die von amerikanischer Seite später ignoriert worden waren. Als der Konvoi mit den Demonstranten in Washington D.C. ankam, gab es entgegen den Plänen keine Plätze zum Übernachten. Daraufhin kam es zu Tumulten und Demonstranten besetzten das Verwaltungsgebäude des dem US-Innenministerium unterstellten Bureau of Indian Affairs (dt. Büro/Amt für Indianerangelegenheiten) (BIA) in Washington, D.C. und erklärten es zur Botschaft der amerikanischen Ureinwohner (englisch Native American Embassy).
Während der Besetzung verschwand eine Vielzahl von Unterlagen, die Verträge, Stiftungen, Wasser- und Grundrechte verbrieften, im Gebäude. Die mitgenommenen Unterlagen wurden an einen Journalisten weitergegeben und gelangten später über das FBI zurück in den Regierungsbesitz. Neben den entwendeten Dokumenten wurden auch mehrere Dokumente während der Besetzung zerstört und nach Regierungsangaben kam es zu höherer Sachbeschädigung, was vom Leiter der Demonstration, Hank Adams, scharf kritisiert wurde. Die gegenüber der Nixon-Regierung 20 vorgebrachten Punkte des Marsches wurden von dieser abgelehnt.
Die spektakulärste Aktion von AIM war die Besetzung des Dorfes Wounded Knee im Pine-Ridge-Reservat 1973. Das Reservat ist einer der ärmsten Orte der USA, aber vor allem ein wichtiges Symbol. Am 29. Dezember 1890 waren dort 200 bis 300 wehrlose Lakota (Sioux)-Indianer von Soldaten massakriert worden. Im Februar 1973 suchte das AIM die Auseinandersetzung mit dem gewählten, aber korrupten Stammesratsvorsitzenden Dick Wilson und seiner bewaffneten Schutzgruppe, die Guardians of the Oglala Nation (bekannt als GOONs). Ziel war es eine bundesstaatliche Untersuchung der Zustände im Reservat und gebrochene Verträge mit den Indianern zu erzwingen. Rund 200 AIM-Mitglieder verschanzten sich mit 11 Geiseln aus Wilsons Umfeld nach einem missglückten Amtsenthebungsverfahren gegen Wilson in Wounded Knee, belagert von FBI (der Bundespolizei der USA) und Nationalgarde. AIM-Mitglieder riefen die unabhängige Oglala-Nation aus, musste aber die Besetzung nach 71 Tagen aufgeben. Es war zuvor bereits zu gewalttätigen Auseinandersetzungen gekommen, die zum Tod von zwei AIM-Mitgliedern und der schweren Verletzung eines FBI-Agenten führten.

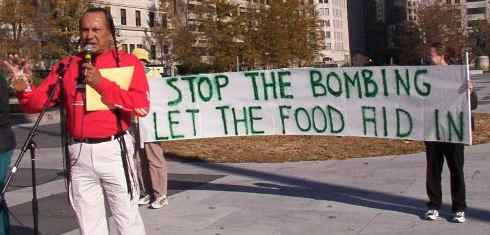
Russell Means, einer der populärsten Sprecher des AIM der 1970er Jahre, hier bei einer Antikriegskundgebung im November 2001

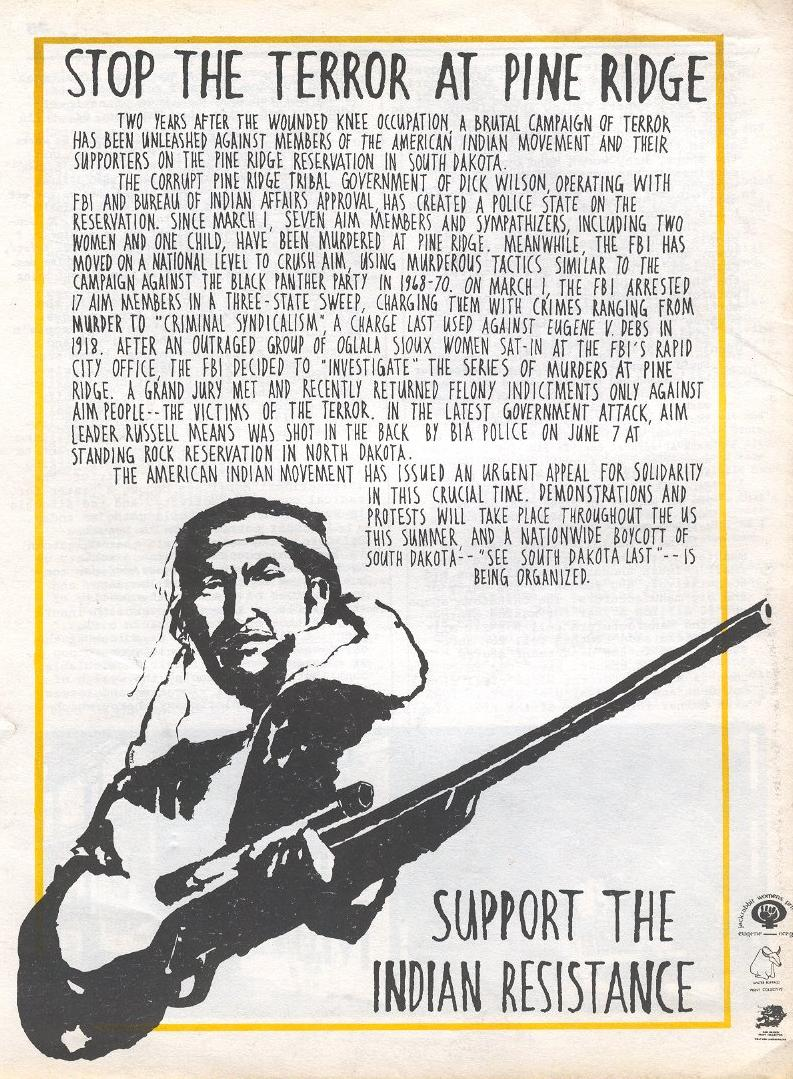
Stop the Terror at Pine Ridge; Artikel aus der Untergrundzeitschrift Osawatomie, einem Organ der Weather Underground Organization zur Solidarität mit den angeklagten AIM-Mitgliedern, zwei Jahre nach der Besetzung von Wounded Knee

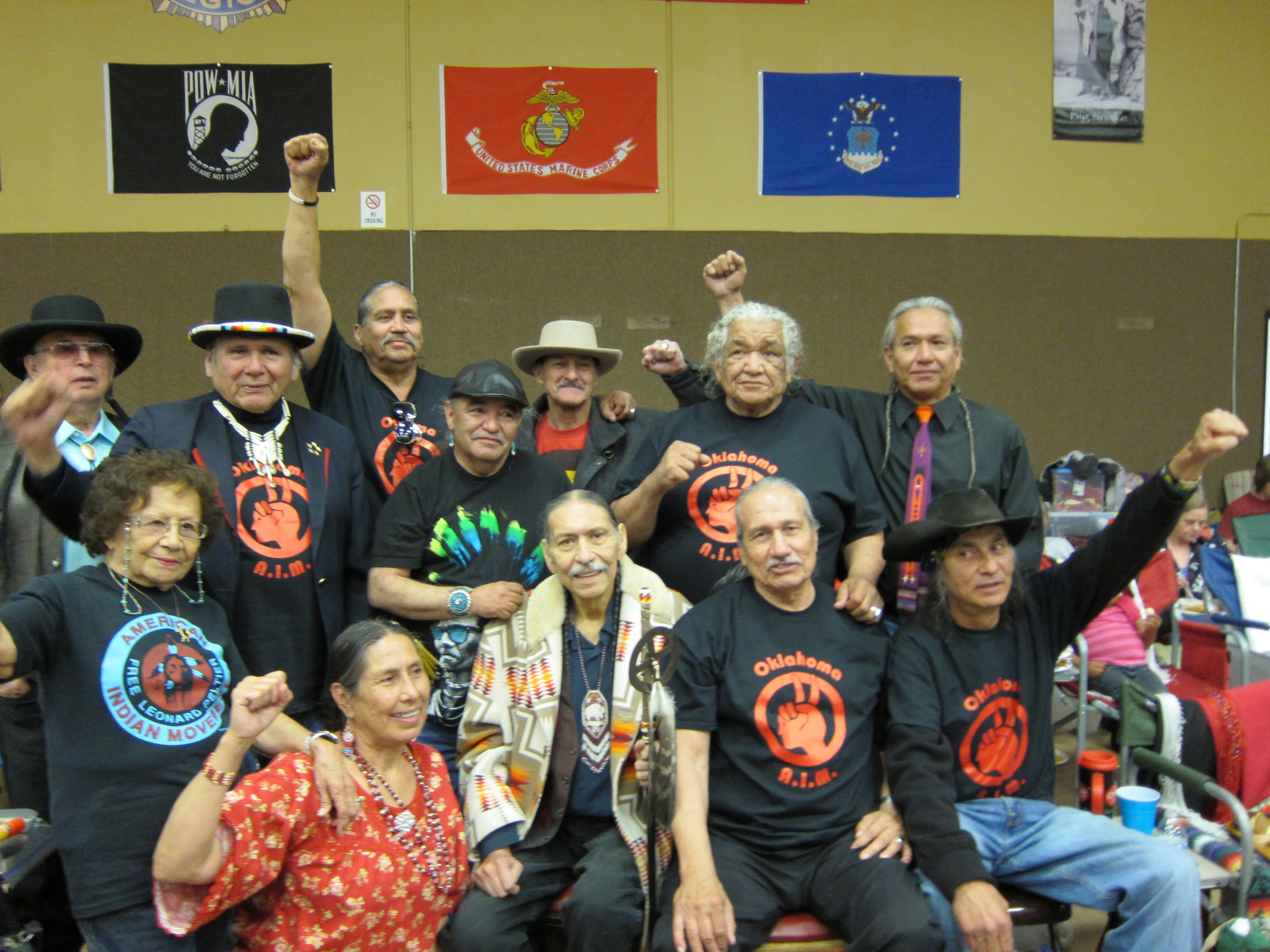
Gruppenfotografie bei einem "Veteranentreffen" aus dem Jahr 2013 mit AIM-Aktivisten, die an der Wounded Knee-Besetzung von 1973 teilgenommen hatten, darunter Dennis Banks (obere Reihe, 2. von links)

Die Regierung sagte den Verhandlungsführern des AIM, Russell Means und Leonard Crow Dog eine Untersuchungskommission zu den Zuständen des Reservats und dem Verhalten von Dick Wilson zu. Diese Zusagen wurden aber am Ende nicht umgesetzt. Wilson blieb im Amt, ein Versuch ihn abzusetzen schlug fehl. Russell Means und Dennis Banks, gegen die die Staatsanwaltschaft als Rädelsführer hohe Haftstrafen gefordert hatte, wurden im September 1973 aufgrund des gesetzeswidrigen Umgangs der US-Regierung mit Zeugen und Beweisen freigesprochen. Einige Beteiligte wurden zu Haftstrafen verurteilt.
Ein prominenter nichtindianischer Fürsprecher und Unterstützer des AIM war der US-amerikanische Filmschauspieler Marlon Brando. Er verweigerte 1973 die Annahme des Oscar, der ihm für die Verkörperung der Hauptrolle im Film „Der Pate“ verliehen werden sollte. An seiner Stelle verlas Sacheen Littlefeather bei der Oscar-Preisverleihung Brandos Solidaritätserklärung mit den Indianern und seine Begründung für die Nichtannahme des Filmpreises. Marlon Brando übte auch später aktive Solidarität mit dem AIM. Unter anderem verhalf er wegen ihrer Beteiligung an der Wounded Knee-Besetzung polizeilich verfolgten AIM-Aktivisten wie zum Beispiel Dennis Banks zum Untertauchen beziehungsweise gewährte ihnen Unterschlupf.
Im Verlaufe der 1970er kam es zu weiteren Konfrontationen zwischen AIM-Mitgliedern und dem FBI im Pine-Ridge-Reservat mit mehreren Todesopfern.
Leonard Peltier wurde 1975, zwei Jahre nach den Ereignissen in Wounded Knee, der Mord an zwei Polizisten, ebenfalls im Pine Ridge-Reservat, vorgeworfen, wofür er 1977 in einem umstrittenen Prozess zu zwei Mal lebenslanger Freiheitsstrafe verurteilt wurde. Andere Beteiligte an der Schießerei wurden freigesprochen, Peltier ist bis heute inhaftiert. Für das AIM und dessen Anhänger und Sympathisanten weltweit gilt er als politischer Gefangener und eine Symbolfigur des indianischen Widerstandes der Gegenwart. Verschiedene Kampagnen zu seiner Freilassung und juristische Versuche mit Ziel einer Wiederaufnahme oder seiner Begnadigung blieben erfolglos.
Durch juristische Auseinandersetzungen, interne Zwistigkeiten über weitere Vorgehensweisen und den Umgang mit staatlichen Spitzeln in der Bewegung kam es zur weiteren Schwächung des AIM. 1978 demonstrierte das AIM mit dem USA-weit organisierten „Longest Walk“ (dt. „Längster Marsch“) gegen die von der US-Regierung geplante Aufhebung der Landrechtsverträge. 1998 kam es wieder zu einer aufsehenerregenden Aktion des AIM, die zuerst Parallelen zu Wounded Knee 1973 aufzuweisen schien. Dieses Mal ging das AIM gegen die Stammesregierung des San-Carlos-Reservats von Apachen in Arizona vor.
Jedoch war bereits seit Wounded Knee der Höhepunkt der AIM-Popularität überschritten. Intern häuften sich Konflikte. In den Reservaten konnte sich das AIM nur begrenzt etablieren. Einer der Schwerpunkte der mittlerweile stärker regional organisierten AIM-Gruppen ist die indianische Bildungsarbeit geblieben. 1993 spaltete sich AIM in zwei Vereine auf. Der AIM-Grand Governing Council mit Sitz in Minneapolis und AIM-International Confederation of Autonomous Chapters in Denver.

Prominente Aktivisten des AIM
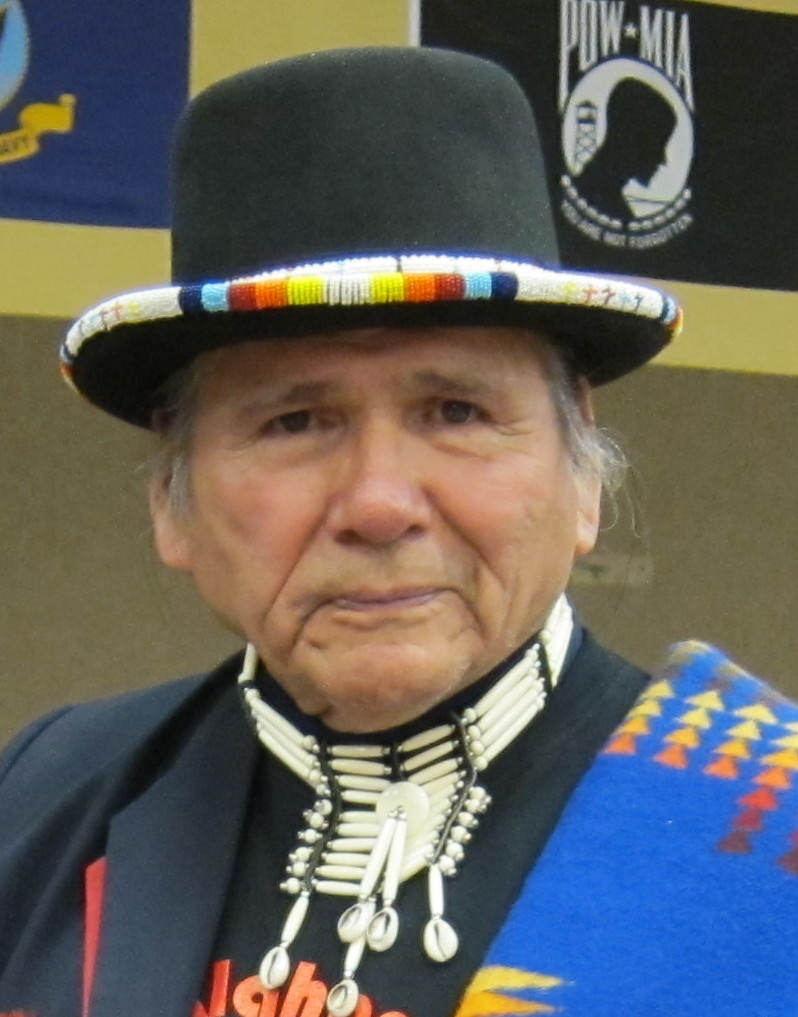
Dennis Banks (1937–2017)
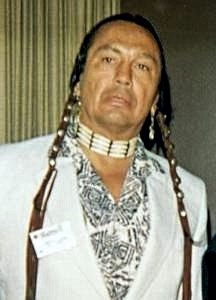
Russell Means (1939–2012)
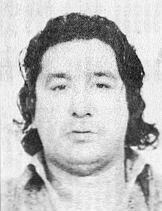
Leonard Peltier (geb. 1944)
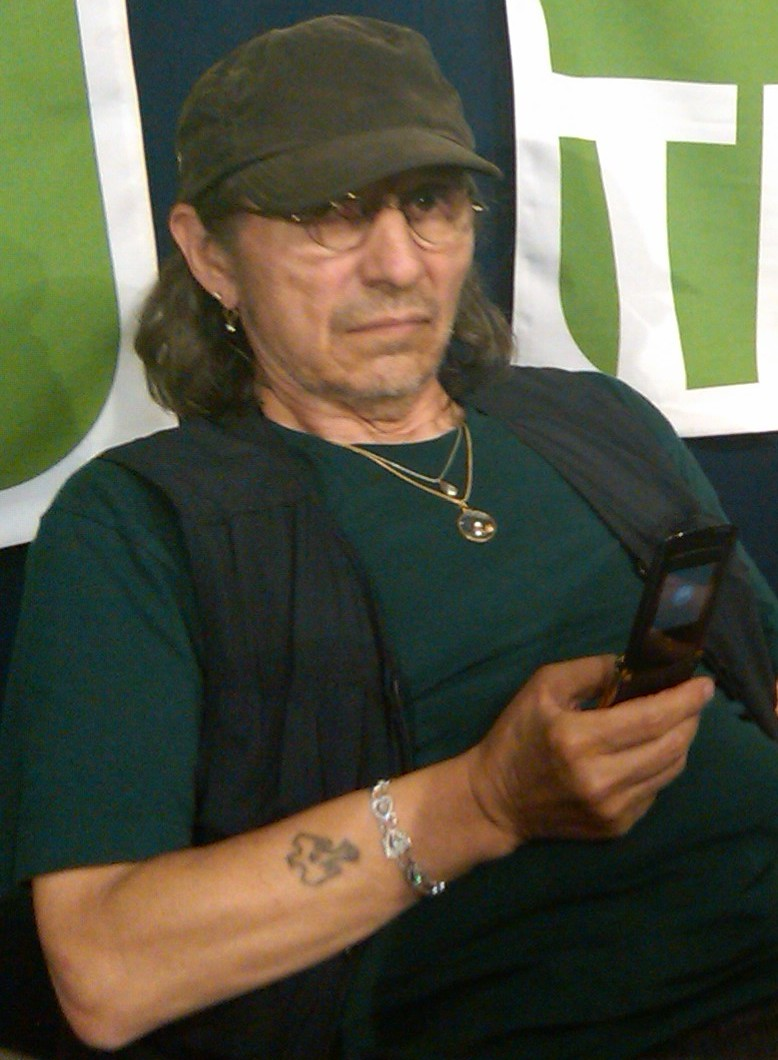
John Trudell (1946–2015)

## Auswirkungen auf die öffentliche Wahrnehmung
Die spektakulären Aktionen des AIM in den 1970er Jahren bescherten der Indianerbewegung auch eine internationale Öffentlichkeit.
Neue Soziale Bewegungen solidarisierten sich mit den Forderungen der Indianer. In diesen Alternativbewegungen der westlichen Industriestaaten wuchs ein neues Interesse an religiösen und sozialen Aspekten der indianischen Kulturen.
Diese Interessen wurden bald von esoterischen Kreisen kommerziell vermarktet. In der Esoterik wurden auch verschiedene indianische Bräuche in einem ethnologisch unkorrekten Sinn nicht nur vereinheitlicht, sondern auch mit Versatzstücken aus anderen Kulturen, Religionen, der Astrologie und anderem vermischt und so oft extrem verfremdet. Auch einige Indianer hängten sich an den Erfolg des AIM an und konnten diese Marktnische für sich ausnutzen und von dem esoterischen Markt profitieren.
Dieser Neoschamanismus ließ die politischen Forderungen des AIM im Lauf der Jahre verblassen. Der der Indianerbewegung nahestehende Jurist und Schriftsteller Vine Deloria Jr., ein Lakota-Oglala, argumentierte in einigen seiner Bücher scharf gegen die in seinen Augen kulturimperialistische Vereinnahmung indianischer Kultur durch außenstehende Esoteriker.
An amerikanischen Universitäten wurden unter anderem am Beispiel Ward Churchill eine Vereinnahmung von indianischen Anliegen durch selbsternannte Indianeraktivisten im Rahmen der "Affirmative Action" an amerikanischen Universitäten kritisiert. Er hatte sich über Engagement in einem American Indian Movement of Colorado, der jedoch keiner größeren Dachorganisation wie dem bundesweiten AIM angehört, wie verschiedenen Ehrenmitgliedschaften bei Indianerstämmen eine indianische Identität zugewiesen, die keineswegs mit einer tatsächlichen Herkunft aus dem Bereich der Ureinwohner korrespondierte.

## Film
Einige Ereignisse der 1970er Jahre fanden im Spielfilm Halbblut aus dem Jahr 1992 einen cinematografischen Niederschlag.